# 3C分析
3C分析（スリーシーぶんせき、さんシーぶんせき）とは、企業のマーケティングなどにおいて、顧客（Customer）、競合（Competitor）、自社（Company）の観点から市場環境を分析し、経営戦略上の課題を導く分析ツールのひとつである。元マッキンゼー・アンド・カンパニー日本支社長でビジネス・ブレークスルー大学学長の大前研一が考案した。
代理店などが重要な業界では、チャンネル（Channel）を加えて、4C分析と呼ばれることもある。